# Mecistogaster asticta
Mecistogaster asticta је инсект из реда Odonata и фамилије Pseudostigmatidae. 

## Угроженост
Ова врста се сматра рањивом у погледу угрожености врсте од изумирања.

## Распрострањење
Бразил је једино познато природно станиште врсте.

## Популациони тренд
Популациони тренд је за ову врсту непознат.

## Станиште
Станишта врсте су шуме, бамбусове шуме и слатководна подручја.